# Josef Steidl
Josef „Jupp“ Steidl (* 14. Januar 1919 in Münchhof, Tschechoslowakei; † 4. September 1986 in Ost-Berlin) war ein Gewerkschaftsfunktionär und Politiker der SED.

## Biografie
Der Sohn eines Bergmanns und einer Arbeiterin in der Porzellanindustrie absolvierte nach dem Besuch der Volksschule und der Bürgerschule von 1933 bis 1936 eine Lehre als Automechaniker in Karlsbad. Noch während der Ausbildung trat er 1936 der Kommunistischen Partei der Tschechoslowakei (KSČ) bei und war anschließend von bis 1938 deren Jugendsekretär. Nach einer Tätigkeit als Bergmann war er von April 1939 bis März 1945 Soldat der Wehrmacht und dort zuletzt Stabsgefreiter. Nach Einsätzen in Frankreich, Rumänien, Griechenland und der Sowjetunion während des Zweiten Weltkrieges beging er im März 1945 Fahnenflucht und nahm anschließend an Kampfhandlung tschechischer Partisanen teil.
Nach dem Zweiten Weltkrieg war er zunächst wieder Bergarbeiter in der Tschechoslowakei, siedelte jedoch im März 1946 nach Thüringen um, wo er zunächst der KPD und nach der Zwangsvereinigung von SPD und KPD der SED beitrat. Zunächst war er als Bahnunterhaltungsarbeiter und Rangierer in der Bahnmeisterei der Deutschen Reichsbahn (DR) in Geußen tätig, wurde aber bereits 1947 Betriebsrat im Reichsbahnamt Erfurt. Von 1948 bis 1950 war er Stellvertretender Vorsitzender und Sekretär des Landesverbandes Erfurt der Industriegewerkschaft (IG) Transport sowie von 1949 bis 1952 Vorsitzender der IG Transport im Land Brandenburg. 1950 wurde er auch Mitglied der Vereinigung der Verfolgten des Naziregimes – Bund der Antifaschistinnen und Antifaschisten (VVN). 1952 erfolgte seine Wahl zum Vorsitzenden der IG Transport im Bezirk Potsdam und im Anschluss 1954 seine Ernennung zum Leiter der Abteilung für Nationale Gewerkschaftsarbeit beim Bundesvorstand des FDGB. Neben diesem Amt, das er bis 1961 innehatte, war er von 1955 bis 1968 auch Mitglied des Bundesvorstandes des FDGB. Während dieser Zeit absolvierte er zwischen 1960 und 1962 ein Studium an der Parteihochschule der KPdSU in Moskau.
Nach seiner Rückkehr in die DDR war er zunächst von 1962 bis 1965 Leiter der Abteilung Gewerkschaften und Sozialpolitik des ZK der SED.
1965 wurde er als Nachfolger von Adolf Baier zum Leiter der Abteilung Verkehr des ZK ernannt und war damit zuständig für verdeckte Verbindungen sowie Transporte zu anderen kommunistischen Parteien. Dieses Amt übte er bis 1985 aus. Zunächst unterstand Steidl dem ZK-Sekretär für Wirtschaft, Günter Mittag, seit 1971 jedoch direkt dem Ersten Sekretär des ZK der SED, Erich Honecker. Ab dieser Zeit war die Abteilung Verkehr verantwortlich für die finanzielle Unterstützung (Bereitstellung materieller Mittel, insbesondere für die Arbeit der KPD/DKP und SEW) und die Betreuung der kommunistischen und sozialistischen Parteien kapitalistischer Länder durch Organisation der Delegations- und Urlaubsaufenthalte, der medizinischen Betreuung, Schulungen, Beratungen und Konsultationen mit Fachabteilungen im ZK sowie für die Aufrechterhaltung einer ständigen Verbindung zwischen den Parteivorständen der KPD/DKP und der SEW zum ZK der SED durch einen eigenen Kurierdienst. In dieser Funktion arbeitete er eng mit dem Bereich Kommerzielle Koordinierung unter Alexander Schalck-Golodkowski zusammen. Zum 50. Geburtstag der Honecker-Ehefrau Margot im April 1977 bestellte Steidl bei einem der Schalck-Partner eine Schmuck-Garnitur, bestehend aus Collier, Armband, Brosche, Ohrringen und einem Ring für 9405,40 Mark.

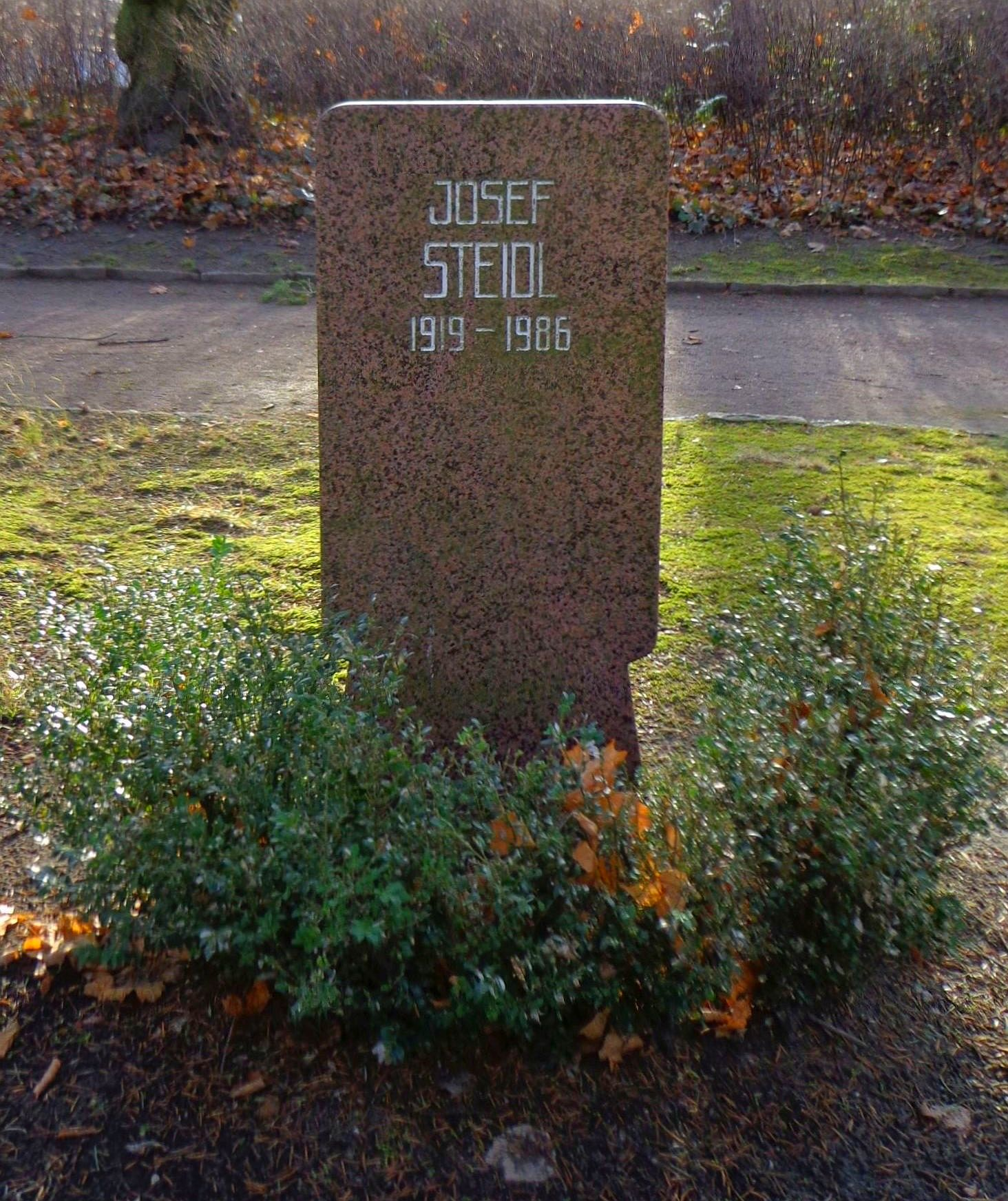
Grabstätte

Während seiner Tätigkeit als ZK-Abteilungsleiter absolvierte er 1970 ein Studium am Institut für Gesellschaftswissenschaften beim ZK der SED (IfG), das er mit dem akademischen Grad eines Diplom-Gesellschaftswissenschaftlers abschloss.
Für seine Verdienste im FDGB und der SED wurde er mehrfach ausgezeichnet. 1970 erhielt er nicht nur die Verdienstmedaille der NVA, sondern auch die sowjetische Erinnerungsmedaille „W. I. Lenin“. Daneben erhielt er 1972 den Vaterländischen Verdienstorden in Gold und 1979 den Karl-Marx-Orden, den bedeutendsten Orden der DDR. Schließlich wurde er 1984 Held der Arbeit.
Josef Steidls Urne wurde in der Grabanlage Pergolenweg des Berliner Zentralfriedhofs Friedrichsfelde beigesetzt.